# Danalite
La danalite est un minéral silicate de fer et de béryllium sulfuré de formule : Fe2+4Be3(SiO4)3S. Son symbole IMA est Dan.
C'est une espèce minérale rare présente dans les granites, les pegmatites à étain, les skarns métamorphiques de contact, les gneiss et les gisements hydrothermaux. Elle se forme en association avec la magnétite, le grenat, la fluorite, l'albite, la cassitérite, la pyrite, la muscovite, l'arsénopyrite, le quartz et la chlorite. 
La danalite a été décrite pour la première fois en 1866 à partir de spécimens d'un gisement du comté d'Essex, dans le Massachusetts. Son nom rend hommage au minéralogiste américain James Dwight Dana (1813–1895). 

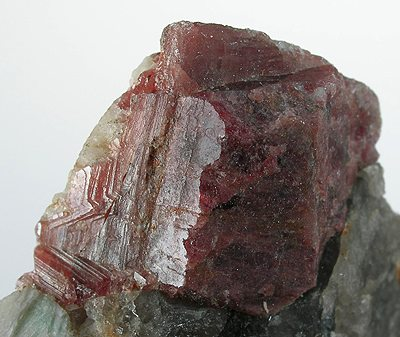
Danalite de couleur rouge

## Occurrence
Le minéral a été trouvé dans le Massachusetts, le New Hampshire, le comté de Sierra au Nouveau-Mexique ; le Comté de Yavapai, en Arizona ; le Mont Needlepoint en Colombie-Britannique ; l'Île Walrus dans la Baie James, au Québec ; en Suède ; dans les Cornouailles en Angleterre ; à Imalka et Transbaikal en Russie ; dans le Kazakhstan ; en Somalie ; en Tasmanie ; en Australie occidentale et dans la préfecture d'Hiroshima, Japon. On en trouve aussi en Chine, en Finlande, en Autriche, en Tchéquie, au Vietnam.